# بستر ارگاسم
بستر ارگاسم (انگلیسی: Orgasmic platform) نامی است که مسترز و جانسون به بافت ۱/۳ بیرونی واژن دادند که به‌طور قابل توجهی متورم می‌شوند و با انقباض ماهیچه بالابرنده مقعد، دهانه ورودی واژن را تنگ می‌کند. در طول ارگاسم، زنان انقباضات ریتمیکی را در «بستر ارگاسم» تجربه می‌کنند. بستر ارگاسم از طریق تورم پیاز دهلیزی-مهبلی ایجاد می‌شود که دهلیز را تنگ‌تر می‌کند. بستر ارگاسم در واقع باریک شدن و گسترش ۱/۳ پایینی غلاف واژن است.